# Флаг Знаменска
Флаг муниципального образования «Закрытое административно-территориальное образование Зна́менск Астраханской области» Российской Федерации.
Флаг утверждён 26 января 2006 года и внесён в Государственный геральдический регистр Российской Федерации с присвоением регистрационного номера 2118.
25 февраля 2010 года, решение Совета муниципального образования «Закрытое административно-территориальное образование Знаменск Астраханской области» от 26.01.2006 № 5 «О Положении о флаге муниципального образования „Закрытое административно-территориальное образование Знаменск Астраханской области“» и постановление мэра ЗАТО Знаменск от 31.01.2006 № 148 «О Положении о флаге муниципального образования „Закрытое административно-территориальное образование Знаменск Астраханской области“» были признаны утратившими силу и, было утверждено новое Положение о флаге муниципального образования «Закрытое административно-территориальное образование Знаменск Астраханской области».
Флаг является официальным символом муниципального образования «Закрытое административно-территориальное образование Знаменск Астраханской области».
Флаг составлен на основании герба ЗАТО Знаменск, по правилам и соответствующим традициям геральдики, и отражает исторические, культурные, социально-экономические, национальные и иные местные традиции.

## Описание
Флаг муниципального образования «Закрытое административно-территориальное образование Знаменск Астраханской области» представляет собой прямоугольное полотнище красного цвета с синей двусторонней полосой у древка во всю ширину флага. Ширина вертикальной полосы равна 1/5 её высоты. В середине красного полотна двустороннее изображение основных элементов герба закрытого административно-территориального образования Знаменск Астраханской области: выходящего, с более короткими жёлтыми чётными лучами, солнца в цвет поля (без изображения лица), средний луч которого увенчан жёлтым цветком и по бокам соединён с двумя белого цвета листами тюльпана; по сторонам от него два длинных луча оканчиваются мечами белого цвета, лезвиями в стороны, имеющими рукояти жёлтого цвета и распростёртые крылья белого цвета. Габаритная ширина изображения основного элемента герба должна составлять 2/5 части длины полотнища. Отношение ширины полотнища к длине — 2:3.